# نظريات غرق سفينة آر إم إس تيتانيك البديلة

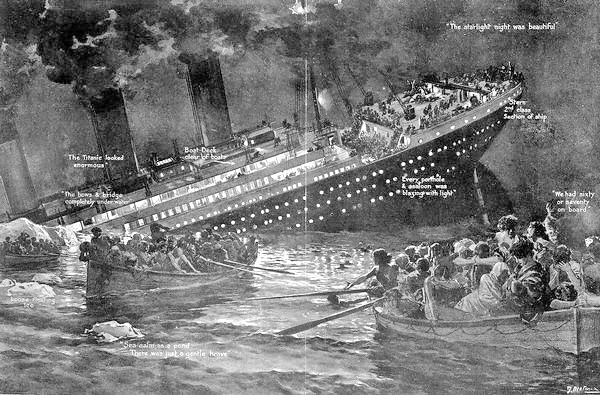
رسم توضيحي لغرق السفينة تيتانيك

في 14 أبريل 1912، اصطدمت سفينة تيتانيك بجبل جليدي، مما أدى إلى إتلاف صفائح الهيكل أسفل خط الماء على الجانب الأيمن، مما تسبب في غمر المقصورات الأمامية. غرقت السفينة بعد ساعتين وأربعين دقيقة، مخلفةً ما يقرب من 1496 حالة وفاة نتيجة الغرق أو انخفاض حرارة الجسم. ومنذ ذلك الحين، طُرحت العديد من نظريات المؤامرة المتعلقة بالكارثة. وقد دحض خبراء متخصصون هذه النظريات.
بعض الروايات والنظريات التي ظهرت كانت مبنية على أحداث وكتابات مؤكدة، بينما كان بعضها الآخر محض خيال. أشهر الأساطير، وأقلها إثارة للجدل، جاءت من مصادر سبقت حادثة غرق السفينة. وتقدم هذه الأساطير مصادفاتٍ مثيرة للدهشة مع أحداث ليلة غرق السفينة. رواياتٌ تنذر بالخير، وبشائر، وأحلامٌ غريبة، وسلسلة من الحوادث، ومومياء مصرية ملعونة: غذّت الكارثة شائعاتٍ عديدة، من بينها شائعاتٌ أخرى في الأوساط الباطنية.
اختُلقت أساطير أخرى من أحداث حقيقية. في ذلك الوقت، دفعت الحاجة المُلِحّة لفهم أسباب الغرق العديد من الصحفيين إلى التوسع في تحليل الواقع. فشككوا، من بين أمور أخرى، في سرعة السفينة وعدم قابليتها للغرق المزعومة. وتشير نظرية أخرى أحدث إلى وجود مؤامرة للاحتيال على شركات التأمين: إذ زُعم أن سفينة تيتانيك قد استُبدلت بشقيقتها التوأم، أولمبيك. ورغم أن الخبراء دحضوا هذه الروايات منذ ذلك الحين، إلا أنها لا تزال تُغذّي خيال البعض.

## حزمة الثلج

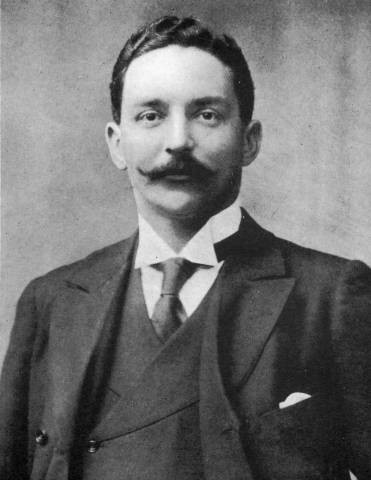
تقول إحدى النظريات أن رئيس مجلس إدارة شركة وايت ستار لاين، بروس إسماي، كان له تأثير على سرعة السفينة.

نظرية الجليد البحري ليست نظرية مؤامرة، إذ تُقرّ بأن الغرق كان حادث. ومع ذلك، فهي تختلف عن النظرية المقبولة عمومًا، ويعتبرها الغالبية العظمى من المؤرخين غير معقولة. استند الكابتن إل إم كولينز، العضو السابق في خدمة إرشاد السفن على الجليد، إلى ثلاثة أدلة، واستنادًا إلى خبرته الشخصية في الملاحة على الجليد ايضا، وإفادات الشهود في تحقيقي ما بعد الكارثة، مستنتجًا أن ما اصطدمت به تيتانيك لم يكن جبل جليدي، بل جليد بحري منخفض. يتناول كتابه "غرق تيتانيك: حل اللغز" (2003) بمزيد من التفصيل الأحداث.
1. لم ترد أي تقارير عن ضباب طوال ليلة الغرق، ولكن في الساعة 11:30 مساء، رصد المراقبان ما اعتقدا أنه ضباب في الأفق، يمتد بزاوية 20 درجة تقريبًا على جانبي مقدمة السفينة. يعتقد كولينز أن ما رأوه لم يكن ضباب، بل شريط من الجليد المتراكم، 3–4 ميل (4.8–6.4 كـم) أمام السفينة.[3]
2. وكان لدى كل شاهد وصف مختلف للجليد. 60 قدم (18 م) ارتفاعها عند نقاط المراقبة، 100 قدم (30 م)ارتفاعها بواسطة كبير الحراس رو على سطح السفينة، وانخفاضها في الماء قليلًا بواسطة الضابط الرابع بوكسهول، على الجانب الأيمن بالقرب من الجسر المظلم. "ظاهرة بصرية معروفة جيدًا لملاحي الجليد" حيث يُشوّه البحر الهادئ والبرد القارس مظهر الأجسام القريبة من خط الماء، مما يجعلها تبدو وكأنها بارتفاع أضواء السفينة، حوالي 60 قدم (18 م) فوق السطح بالقرب من القوس، و 100 قدم (30 م) مرتفعًا بمحاذاة البنية الفوقية يفسر ما حدث على الأرجح من خلال أوصاف الشهود.
3. انعطفت تيتانيك بثلث المسافة من مقدمة السفينة، مما تسبب في انقلاب دفتها بقوة وسحق جانبها الأيمن متحولًا إلى جبل جليدي. كان من شأن هذا أن يتسبب في غرق السفينة وانقلابها في غضون دقائق، مما أدى إلى إتلاف جانبها الأيمن، وربما الهيكل العلوي.

## فرضية التبادل (سفينة أولمبيك)

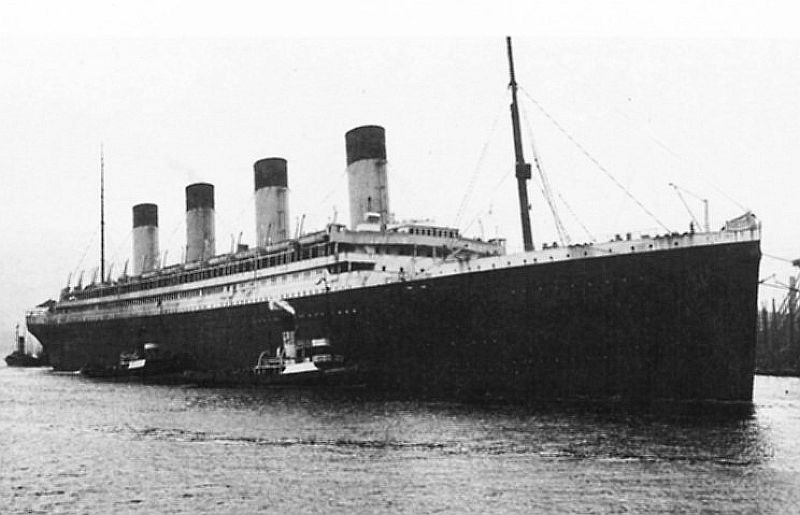
صورة لـ آر إم إس أوليمبيك.

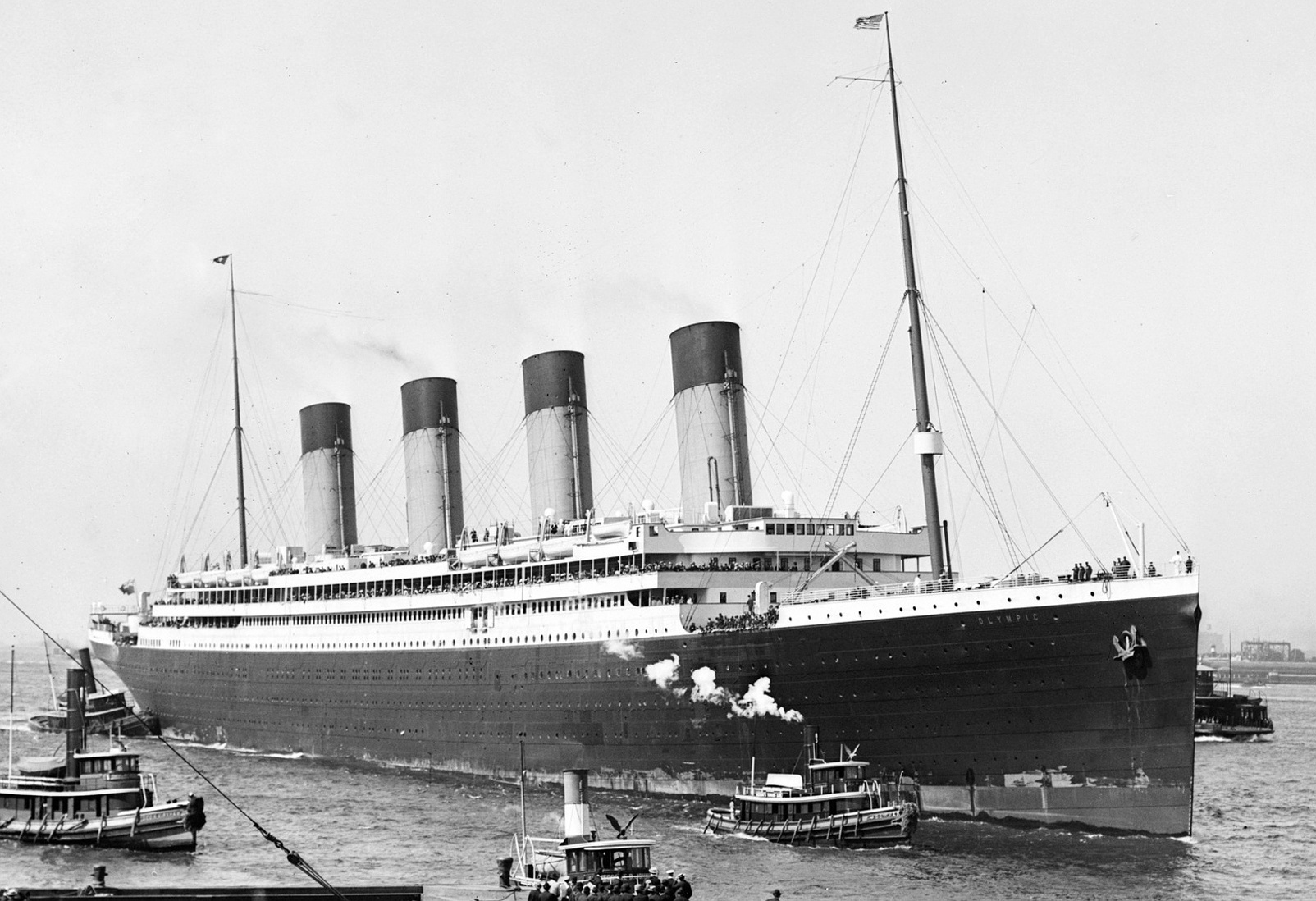
سفينة آر إم إس أوليمبيك

أحد النظريات المثيرة للجدل والمعقدة المحيطة بغرق تيتانيك طرحها روبن جاردينر في كتابه تيتانيك: السفينة التي لم تغرق أبدًا؟ (1998). يستعين جاردينر بالعديد من الأحداث والمصادفات التي حدثت في الأشهر والأيام والساعات التي سبقت غرق تيتانيك، ويخلص إلى أن السفينة التي غرقت كانت في الواقع سفينة آر إم إس أوليمبيك الشقيقة لتيتانيك ' والتي تم تمويهها على أنها تيتانيك، كعملية احتيال تأمينية من قبل مالكيها، مجموعة التجارة البحرية الدولية، التي يسيطر عليها الممول الأمريكي جي بي مورجان الذي استحوذ على وايت ستار لاين عام 1902.
اعترض الباحثان بروس بيفريدج وستيف هول على العديد من ادعاءات غاردينر في كتابهما "الأولمبيك وتيتانيك: الحقيقة وراء المؤامرة" (2004).  كما أثار الكاتب مارك تشيرنسايد تساؤلات جدية حول نظرية التبديل. من جانبه، وصف المؤرخ البريطاني غاريث راسل النظرية بأنها "سخيفة للغاية لدرجة أن المرء لا يستطيع إلا أن يرثى لآلاف الأشجار التي فقدت أرواحها لتوفير الورقة التي بُنيت عليها". ويشير إلى أنه "نظرًا للاختلافات الكبيرة في التصميم الداخلي والهندسة المعمارية للسفينتين الشقيقتين، فإن تبديلهما سرًا خلال أسبوع سيكون شبه مستحيل من الناحية العملية. كما أن التبديل لن يكون مجديًا اقتصاديًا، إذ كان بإمكان مالكي السفينة ببساطة إتلافها أثناء رسوها (مثلًا، بإشعال حريق) وتحصيل تعويضات التأمين من ذلك "الحادث"، وهو ما كان سيكون أقل خطورة بكثير وأقل حماقة بكثير من إبحارها في عرض المحيط الأطلسي وعلى متنها آلاف الأشخاص وأمتعتهم، ثم ارتطامها بجبل جليدي".[بحاجة لمصدر]

## غرقت عمدا

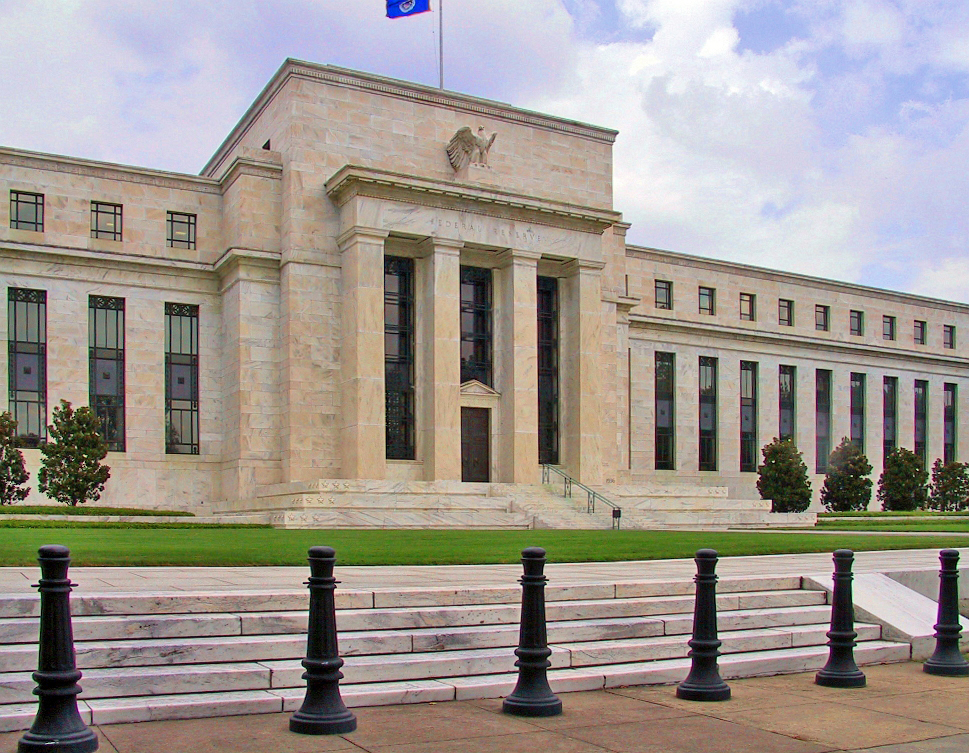
المقر الرئيسي مجلس الاحتياطي الفيدرالي

ادعاء آخر بدأ يكتسب زخما في أواخر عام 2017، يزعم أن جي بي مورغان أغرق السفينة بشلك متعمد من أجل القضاء على العديد من أصحاب الملايين الذين كانوا يعارضون مجلس الاحتياطي الفيدرالي. كان بعض أغنى الرجال في العالم على متن سفينة تيتانيك في رحلتها الأولى، وكان العديد منهم، بمن فيهم جون جاكوب أستور الرابع وبنجامين جوجنهايم وإيزيدور شتراوس، يعارضون إنشاء بنك مركزي أمريكي. لم يتم العثور على أي دليل على معارضتهم لأفكار مورغان المصرفية المركزية: لم يتحدث أستور وجوجنهايم بشلك علني عن هذا الموضوع، بينما تحدث شتراوس لصالح المفهوم. مات الرجال الثلاثة أثناء الغرق. تشير نظريات المؤامرة إلى أن مورغان رتب لصعود الرجال إلى السفينة ثم أغرقها للقضاء عليهم. ألغى مورغان تذكرته لرحلة تيتانيك الأولى بسبب مرض مُبلّغ عنه، بينما لم يكن جوجنهايم قد اشترى تذكرة قبل إلغاء مورغان.
ساهم مورغان الملقب بنابليون وول ستريت، في إنشاء شركات جنرال إلكتريك، ويو إس ستيل، وإنترناشونال هارفستر، وهو نفس اسم بنك جي بي مورغان تشيس، ويُنسب إليه الفضل في إنقاذ النظام المصرفي الأمريكي بمفرده تقريبًا خلال أزمة الذعر المصرفي عام 1907. كان لمورغان يد في إنشاء الاحتياطي الفيدرالي، وكان يمتلك شركة إنترناشونال ميركانتيل مارين، التي كانت تمتلك شركة وايت ستار لاين، وبالتالي تيتانيك.
كان مورغان، الذي حضر تيتانيك عام 1911، قد حجز جناح خاص على متن السفينة، يضم سطح خاص به للتنزه وحمام مجهز بحاملات سيجار مصممة له. وورد أنه حجز رحلة السفينة الأولى، لكنه ألغى الرحلة وبقي في منتجع إيكس ليه باين الفرنسي للاستمتاع بجلسات التدليك الصباحية وحمامات الكبريت. وقد أثار إلغاء رحلته في اللحظة الأخيرة تكهنات بين أصحاب نظريات المؤامرة بأنه كان على علم بمصير السفينة. وقد دحض خبراء تيتانيك، جورج بيهي، ودون لينش، وراي ليبين، هذه النظرية، حيث قدم كل منهم نظريات بديلة ومقبولة على نطاق واسع حول سبب إلغاء مورغان لرحلته.
قدّم مُنظّر المؤامرة ستيو بيترز رواية بديلة من هذه النظرية، زاعمًا أن عائلة روتشيلد كانت وراء كلٍّ من الاحتياطي الفيدرالي وغرق تيتانيك. كما زعم بيترز أن انفجار غواصة تيتان عام 2023 كان مُدبّرًا عن طريق التخريب لمنع ركابها من اكتشاف أن تيتانيك غرقت نتيجة "إغراق مُدبّر" بدلًا من جبل جليدي.

## أبواب مغلقة مانعة لتسرب الماء

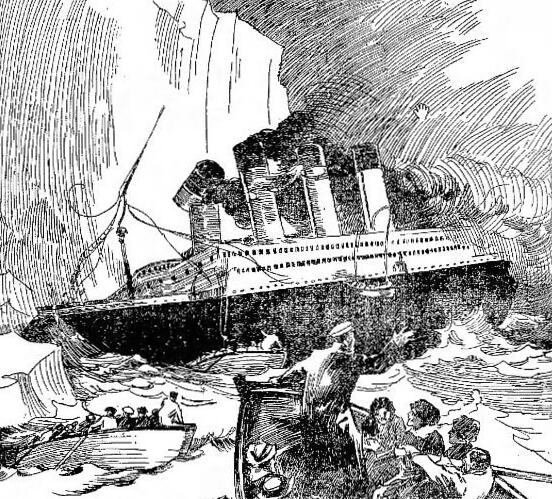
ألهم غرق السفينة تيتانيك العديد من الروايات والنظريات الحديثة.

تتضمن نظرية أخرى أبواب تيتانيك للماء. تشير هذه النظرية إلى أنه لو تم فتح هذه الأبواب، لاستقرت تيتانيك على عارضة مستوية وبالتالي، ربما، ظلت طافية لفترة كافية لوصول سفن الإنقاذ. ومع ذلك، فقد تم دحض هذه النظرية لسببين: الاول، كانت المقصورات الأربع الأولى مقاومة للماء بشكل طبيعي، وبالتالي كان من المستحيل خفض تركيز الماء في المقدمة بشكل كبير. الثاني، أظهر بيدفورد وهاكيت من خلال الحسابات أن أي كمية كبيرة من الماء خلف غرفة الغلاية رقم 4 كانت ستؤدي إلى انقلاب تيتانيك، والذي كان سيحدث قبل حوالي 30 دقيقة من وقت الغرق الفعلي. بالإضافة إلى ذلك، كان من الممكن أن يُفقد الإضاءة بعد حوالي 70 دقيقة من الاصطدام بسبب فيضان غرف الغلايات. كما حلل بيدفورد وهاكيت أيضًا الحالة الافتراضية التي تنص على عدم وجود حواجز على الإطلاق. وبعد ذلك، كانت السفينة ستنقلب قبل نحو 70 دقيقة من الوقت الفعلي لغرقها، وكانت الأضواء ستختفي بعد نحو 40 دقيقة من الاصطدام.
لاحقًا، في فيلم وثائقي عام 1998 بعنوان "تيتانيك: كشف الأسرار "، أجرت قناة ديسكفري محاكاة نموذجية دحضت هذه النظرية. أشارت المحاكاة إلى أن فتح أبواب تيتانيك ' لتسرب الماء كان سيؤدي إلى انقلاب السفينة قبل غرقها الفعلي بأكثر من نصف ساعة، مما يدعم نتائج بيدفورد وهاكيت.

## فرضية مفاصل التمدد

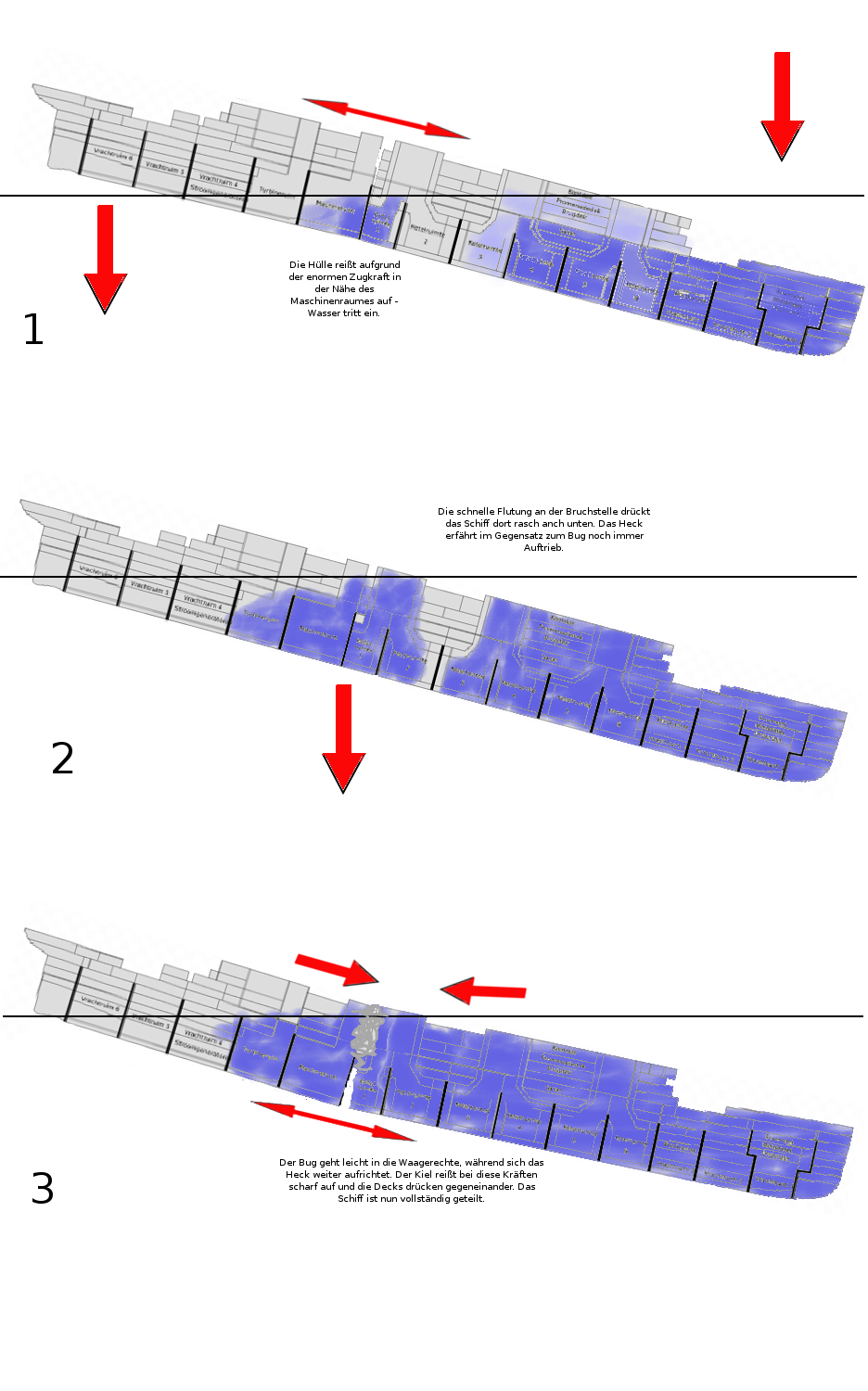
يشتبه في الانفصال من قبل لونغ

واصل باحثو غرق تيتانيك مناقشة أسباب وآليات تفكك '. ووفق لكتابه، ليلة لا تُنسى، وصف والتر لورد تيتانيك بأنها اتخذت وضعًا "عموديًا تمامًا" قبل وقت قصير من غرقها النهائي.  وظل هذا الرأي دون منازع إلى حد كبير حتى بعد اكتشاف روبرت بالارد للحطام عام 1985، والذي أكد أن تيتانيك قد انكسرت إلى قطعتين على السطح أو بالقرب منه؛ حيث صورت لوحات الفنان البحري الشهير كين مارشال وكما تخيلها جيمس كاميرون على الشاشة في فيلم تيتانيك ' السفينة وهي تصل إلى زاوية حادة قبل التفكك.  أقر معظم الباحثين بأن مفصل التمدد الخلفي لتيتانيك - المصمم للسماح بثني الهيكل في الممر المائي - لم يلعب دورًا يذكر في تفكك السفينة،  على الرغم من استمرار الجدل حول ما إذا كانت السفينة قد انكسرت من الأعلى إلى الأسفل أو من الأسفل إلى الأعلى.
عام 2005، قامت بعثة قناة التاريخ إلى موقع الحطام بفحص قسمين كبيرين من ' تيتانيك، واللذين كانا يشكلان قاع السفينة الواقع أسفل موقع الكسر مباشرةً. بمساعدة المهندس البحري روجر لونغ، حلل الفريق الحطام وطوروا سيناريو تفكك جديد  نُشر في الفيلم الوثائقي التلفزيوني " لحظات تيتانيك الأخيرة: القطع المفقودة" عام ٢٠٠٦. ومن أبرز سمات هذه النظرية الجديدة الادعاء بأن ' تيتانيك وقت التفكك كانت أقل بكثير مما كان يُعتقد عادةً - وفقًا للونغ، لم تتجاوز ١١ درجة.
اشتبه لونغ أن تيتانيك ربما بدأ بالفشل المبكر لمفصل التمدد الخلفي للسفينة، مما أدى في النهاية إلى تفاقم فقدان الأرواح من خلال التسبب في غرق تيتانيك بشكل أسرع من المتوقع. عام 2006، رعت قناة التاريخ عمليات غوص على السفينة الشقيقة الأحدث لتيتانيك ' Britannic، والتي أثبتت أن تصميم مفاصل التمدد في بريتانيك كان متفوقًا على التصميم المدمج في '.  لاستكشاف نظرية لونغ بشكل أكبر، كلفت قناة التاريخ شركة JMS Engineering بإجراء محاكاة كمبيوتر جديدة. دحضت المحاكاة، التي ظهرت نتائجها في الفيلم الوثائقي عام 2007 كعب أخيل تيتانيك، شكوك لونغ جزئيًا من خلال إظهار أن مفاصل التمدد في تيتانيك كانت ' بما يكفي للتعامل مع أي وجميع الضغوط التي يمكن أن تتوقع السفينة أن تواجهها بشكل معقول في الخدمة، وخلال الغرق، تفوقت بالفعل على مواصفات تصميمها. لكن الأهم هو أن فواصل التمدد كانت جزءًا من الهيكل العلوي، الذي كان يقع فوق سطح القوة (السطح B)، وبالتالي فوق قمة عارضة الهيكل الهيكلي. وبالتالي، لم تكن لفواصل التمدد أي دور في دعم الهيكل. لم يكن لها أي دور في كسر الهيكل. كانت ببساطة تنفتح وتنقسم عند ثني الهيكل أو كسره تحتها.
يؤكد كتاب "أسرار تيتانيك الأخيرة" لبراد ماتسن الصادر عام 2008 على نظرية المفصل التوسعي.
من الأخطاء الشائعة انهيار القمع الأول بزاوية ضحلة نسبيًا عندما انفتح مفصل التمدد الأمامي، الذي تتقاطع فوقه عدة مدافئ، مع بدء إجهاد الهيكل. أدى فتح المفصل إلى تمدد الدعامات وكسرها. أدى اندفاع السفينة للأمام، أثناء اندفاعها المفاجئ للأمام والأسفل، إلى سقوط القمع غير المدعوم على جناح الجسر الأيمن.
إحدى النظريات التي تدعم تصدع الهيكل هي أن تيتانيك جنحت جزئيًا على رف جليدي أسفل خط الماء عند اصطدامها بالجبل الجليدي، مما قد يؤدي إلى إتلاف العارضة والجزء السفلي منها. لاحقًا أثناء الغرق، لوحظ أن غرفة الغلايات الرابعة غمرتها المياه من أسفل شبكات الأرضية وليس من فوق الحاجز المانع لتسرب الماء. وهذا يتفق مع وجود أضرار إضافية على طول العارضة، مما أضر بسلامة الهيكل.

## حريق في مخزن الفحم
يذكر هذا الادعاء أن الحريق بدأ في أحد مستودعات الفحم 's تيتانيك قبل حوالي 10 أيام من مغادرة السفينة، واستمر في الاشتعال لعدة أيام في الرحلة. حدثت حرائق بشكل متكرر على متن السفن البخارية بسبب الاحتراق التلقائي للفحم. كان لا بد من إطفاء الحرائق بخراطيم الحريق، عن طريق نقل الفحم في الأعلى إلى مستودع آخر وإزالة الفحم المحترق وتغذيته في الفرن. دفع هذا الحدث بعض المؤلفين إلى وضع نظرية مفادها أن الحريق أدى إلى تفاقم آثار اصطدام الجبل الجليدي، عن طريق تقليل السلامة الهيكلية للهيكل وحاجز حرج.
اقترح سينان مولوني أن محاولات إخماد الحريق - عن طريق جرف الفحم المشتعل في أفران المحرك - ربما كانت السبب الرئيسي وراء انطلاق تيتانيك بأقصى سرعة قبل الاصطدام، على الرغم من تحذيرات الجليد. يختلف معظم الخبراء مع هذا الرأي. خلص صموئيل هالبرن إلى أن "حريق المخبأ لم يكن ليضعف الحاجز المقاوم للماء بما يكفي لانهياره". كما طُرح اقتراح بديل بأن حريق مخبأ الفحم ساعد تيتانيك على الصمود لفترة أطول أثناء الغرق ومنع السفينة من الانقلاب إلى اليمين بعد الاصطدام، وذلك بسبب ميل الميناء الدقيق الناتج عن تحرك الفحم داخل السفينة قبل اصطدامها بالجبل الجليدي. نشر بعض أبرز خبراء تيتانيك دحض مفصل لادعاءات مولوني.

## الفهرس
- Halpern، Samuel؛ Weeks، Charles (2011). "Description of the Damage to the Ship". في Halpern، Samuel (المحرر). Report into the Loss of the SS Titanic: A Centennial Reappraisal. Stroud, UK: The History Press. ISBN:978-0-7524-6210-3.

## روابط خارجية
- هل اندلع حريق على متن سفينة تيتانيك ؟، سي بي سي نيوز
- أوليمبيك وتيتانيك - تحليل لنظرية مؤامرة روبن غاردينر